# Portada/article febrer 27

## Rosegador
Els rosegadors (Rodentia, 'rosegadors' en llatí) són un ordre de mamífers. Amb aproximadament 2.280 espècies, els rosegadors representen un 42% de totes les espècies de mamífers, cosa que els converteix en l'ordre més gran d'aquesta classe. Es troben gairebé arreu del món i han colonitzat una varietat d'hàbitats diferents. Molt pocs rosegadors s'han estès com a espècies hemeròfiles o animals de companyia, però són els que donen la imatge del grup en general. D'altra banda, nombroses espècies han estat molt poc investigades i tenen una difusió molt reduïda.